# Brian Hallisay
Brian Hallisay (Washington; 31 de octubre de 1978) es actor estadounidense.

## Biografía
Brian Hallisay ha estado en la televisión desde 2005. Hizo sus primeras apariciones en televisión en Fox Broadcasting Company, en la serie  The Inside, con Rachel Nichols y Adam Baldwin y en la serie  Strong Medicine, junto a Patricia Richardson.
En 2008 Hallisay actuó en el drama de la cadena The CW Privileged, donde encarnó a Will Davis, un encantador y rico soltero de Palm Beach (Florida) que está encantado de saber que sus vecinos han contratado de tutor a la hermosa Megan Smith (Joanna Garcia).
Hallisay apareció al lado de John Leguizamo en la película de televisión,AKA (serie de TV), dirigida por Kevin Rodney Sullivan. Él continuó en varias series, como por ejemplo Jerry Bruckheimer Sin rastro y Meredith Stiehm Cold Case. Desde entonces, ha conseguido papeles en Bones (serie de TV), Medio (serie de TV), La mujer biónica y CSI: Nueva York, junto a Gary Sinise.
Su debut cinematográfico llegó con Erik MacArthur Bottoms Up, protagonizada por Paris Hilton y Jason Mewes. Hallisay interpretó el papel del novio de Hilton, una mujer de sociedad que ayuda a Mewes, un camarero de Minnesota, a salvar un pequeño restaurante que pertenece a su padre. En 2011 Hallisay participó en la película Hostel: 3, donde interpretó al personaje principal, la película fue lanzada directamente en direct-to-DVD.
En 2012, Hallisay apareció en la exitosa serie de la cadena televisiva The CW, Ringer, y firmó un acuerdo con Television Network para que aparecer como personaje recurrente en la serie The Client List, protagonizada por Jennifer Love Hewitt.
En 2018, participó en la segunda temporada de la serie 911 de la Fox, he interpretó a Dag, el marido maltratador de Maddie Buckley, interpretada por su esposa en la vida real Jennifer Love Hewitt.

## Vida personal
Durante las grabaciones de la serie The Client List, entabló una relación amorosa con la protagonista de la serie Jennifer Love Hewitt. Su primera hija en común nació el 26 de noviembre de 2013 y a la que llamaron Autumn James Hallisay. Ese mismo año, se casó en una ceremonia íntima con la actriz. En enero de 2015, se dio a conocer que la pareja estaba esperando su segundo hijo. En junio de 2015 se hizo público el nacimiento de su segundo hijo, Atticus James Hallisay. El 18 de mayo del 2021 la pareja anunció que estaban esperando su tercer hijo. Su hijo, Aidan James Hallisay, nació en septiembre de 2021.

## Filmografía
| Year      | Series           | Role               | Episode                                                           |
| --------- | ---------------- | ------------------ | ----------------------------------------------------------------- |
| 2005      | Strong Medicine  | Dr. George Harmon  | "Chief Complaints"                                                |
| 2005      | The Inside       | Jake Carrington    | "Aidan"                                                           |
| 2006      | Cold Case        | Jimmy Bruno        | "Forever Blue"                                                    |
| 2006      | Without a Trace  | Alex Stark         | "Win Today"                                                       |
| 2006      | Bottoms Up       | Hayden Field       |                                                                   |
| 2006      | A.K.A.           | Marco Bennett      |                                                                   |
| 2007      | Bones            | Ben Michaelson     | "The Glowing Bones in 'The Old Stone House'"                      |
| 2007      | CSI: NY          | Emery Gable        | "Heart of Glass"                                                  |
| 2007      | Bionic Woman     | Dr. Mark Stevenson | "Face Off"                                                        |
| 2008–2009 | Privileged       | Will               |                                                                   |
| 2009      | Eastwick         | Morgan             |                                                                   |
| 2011      | Hostel: Part III | Scott              |                                                                   |
| 2012      | Ringer           | Policía            | 1 episodio                                                        |
| 2012-2013 | The Client List  | Kyle Parks         | Recurrente 1-6, Principal 7-presente                              |
| 2013      | Body of Proof    | Dr. Jeffrey Dante  | 1 episodio                                                        |
| 2014      | Mistresses       | Ben Odell          | Personaje recurrente                                              |
| 2014      | Revenge          | Ben                | Personaje recurrente de episodio 1 a 6 y principal a partir del 7 |